# 邢台大地震
邢台大地震發生于1966年3月8日5时29分，震中位于河北省邢台隆尧县东，震級達里氏6.8级。震源深度10公里，震中烈度为9度，同年3月22日在宁晋县东南分别发生了6.7级和7.2级地震各一次，3月26日在束鹿县南发生了6.2级地震，3月29日在巨鹿县北发生了6级地震，这些地震统称为邢台地震。
邢台大地震是1949年以来在中国东部人口稠密地区第一次发生的大地震，造成了重大的人员伤亡和财产损失，共计死亡8064人，受伤38451人，倒塌房屋508万余间。在此之后余震不断，3月22日又发生了6.8级强余震，使灾区灾民雪上加霜。

## 地震发生

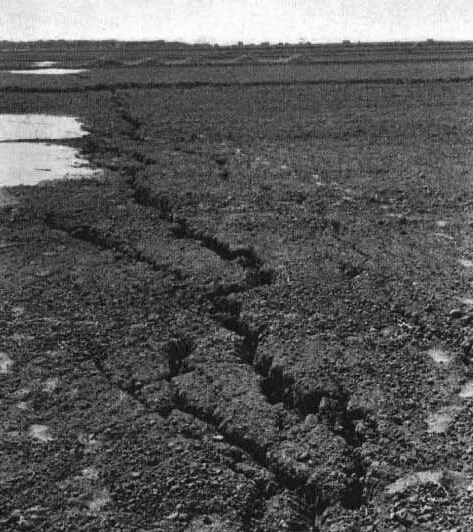
地震灾害

1966年3月8日晨5时29分，河北邢台隆尧县东发生了里氏6.8级地震。由于地震发生在人口稠密地带且大部分居民还没有醒来，致使地震造成的较大的伤亡，仅马栏村就有1920间房屋瞬间倒塌，502人死亡，484人重伤。其他县村的伤亡也比较严重：隆尧县白家寨3320间房屋倒塌3300间，全村2500多人，死亡200人伤276人；牛家桥全村1981间房倒塌1965间，伤亡380人；而毛儿寨公社杜家庄1800间房屋倒塌，全村1500人，死450人，伤350人。 
不过在邢台地震发生前，邢台地区出现了一些预兆。就在首次地震前三日：1966年3月8日，“三官廟井”内突然井水暴涨；临近地震时，井水开始溢出并伴有浓烈的硫磺味；而地震时，从井中喷射出4米高的水柱且持续了六个小时，伴水涌出了三百余方的泥砂。由於該井多次在大地震（如汶川大地震）前出現異常現象，被命名為“馬欄一號地震觀測井”，被稱為“中國地震觀測第一井”。中国地質部長李四光的結論是：地殼的運動必然導致地下水位的變化，“馬欄一號井”恰好處於兩個斷裂帶的交匯處，所以對地震非常敏感。

## 影响

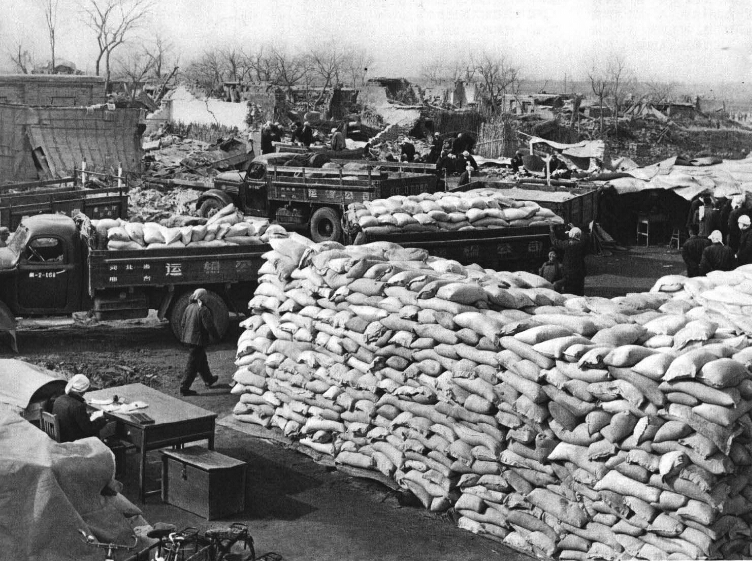
1966年河北地震赈灾

### 民间影响
在1949年中华人民共和国成立后，中国发生了多次地震。在邢台地震之前，中国大陆共发生7级以上地震8次。由于这几次地震都是在人口稀少、经济欠发达的西部地区发生的，所以并没有得到足够的关注。直到邢台地震的发生，中国大陆民众才首次感受到了地震的危害。

### 政府影响

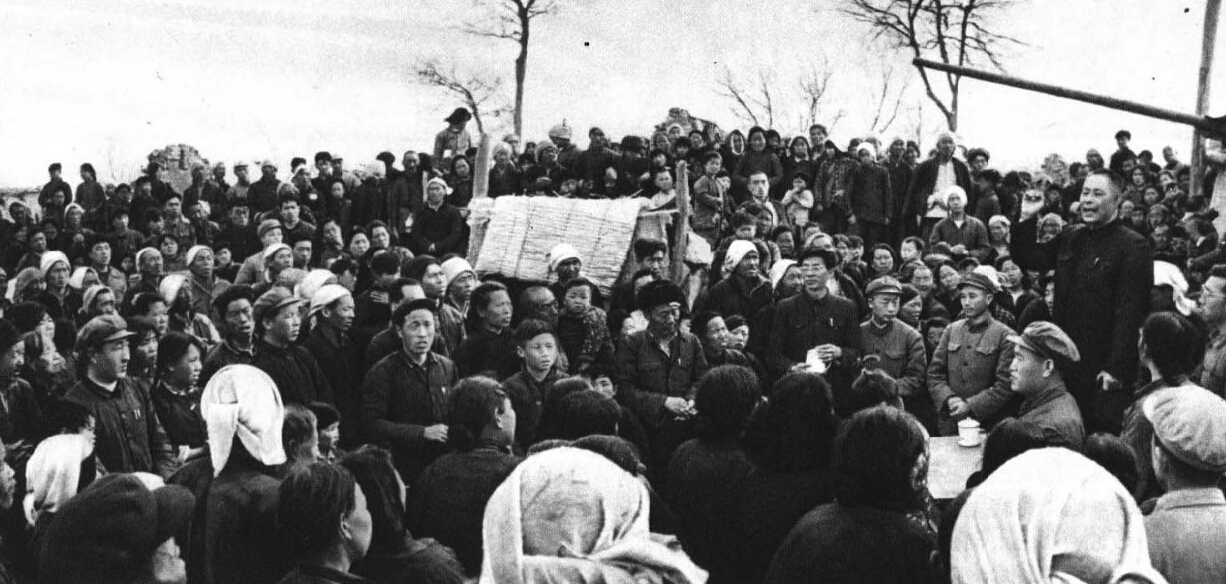
曾山率领赈灾

周恩来前去灾区慰问。同年4月27日，周恩来在中南海接见了地质部部长李四光、石油科学院副院长翁文波，在听取了报告后，希望他们能够着手进行地震预报方面的研究。
因为在此次地震中，“马栏一号井”对地震成功的进行了“预报”，使得中国科学家对地震预报方面进行了大量的研究，并从中得到了大量的经验，这些研究成果也让中国科学家成功的预测到了1975年辽宁海城7.3级地震。
中国大陆应对地震的对策最初是从邢台地震中探索得到的。